# 詹姆斯·多爾
詹姆斯·德拉蒙德·多爾（英語：ames Drummond Dole，1877年9月27日—1958年5月20日），享年 81 歲，也被稱為“菠蘿王”，是一位在夏威夷發展菠蘿產業的美國實業家。他創立了夏威夷菠蘿公司 (HAPCO)，該公司後來重組為都樂食品公司，現在在90多個國家開展業務。他亦是首任夏威夷共和國總統桑福德·多爾的堂兄（曾被撤職）。

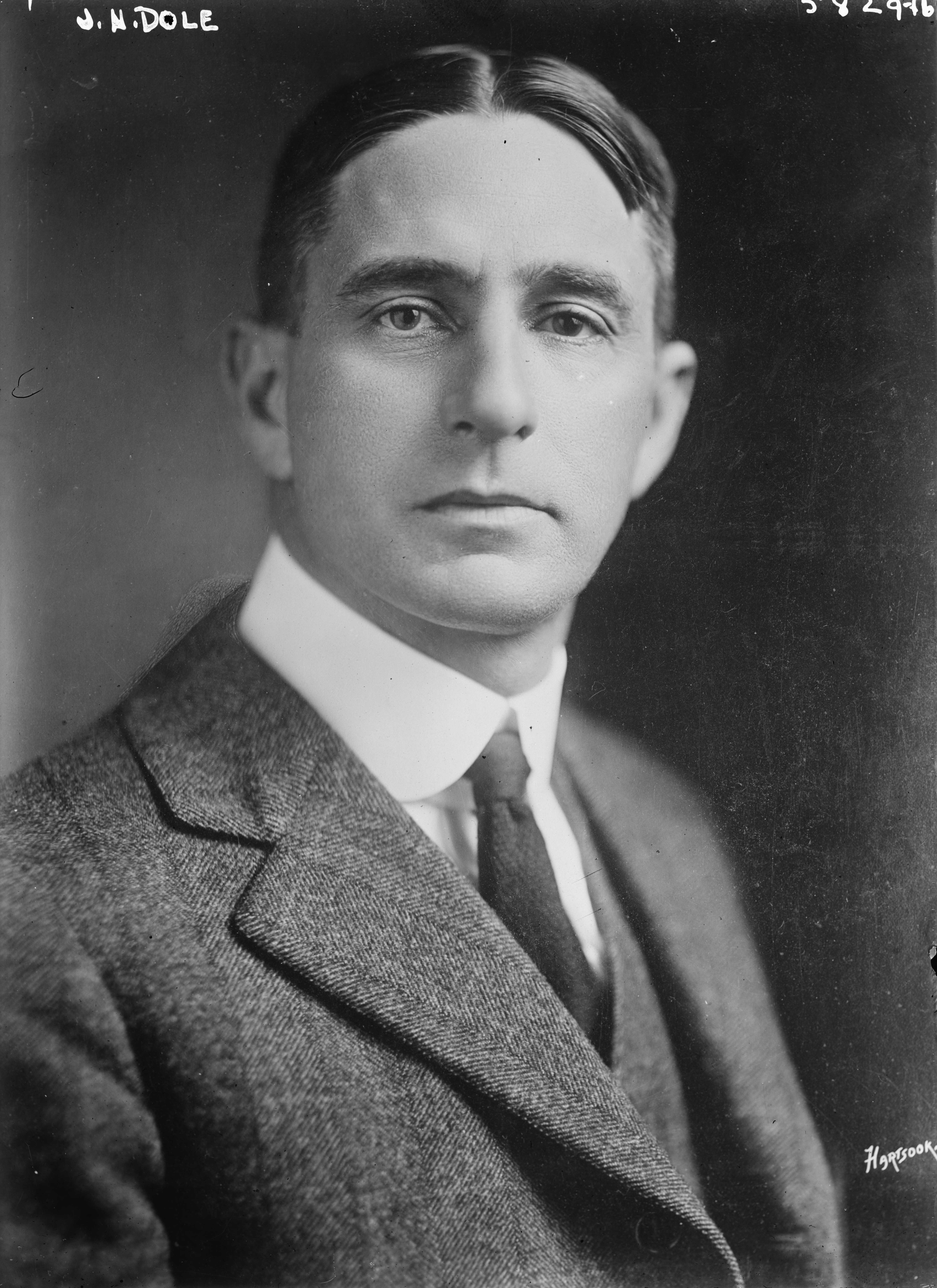
1927年的詹姆斯·多尔